# Dana Adam Shapiro
Dana Adam Shapiro (...) è un regista statunitense, noto per aver diretto il documentario Murderball, candidato all'Oscar nel 2006.

## Biografia
Dana Adam Shapiro è un giornalista, romanziere e regista. È stato nominato all’Oscar nel 2006 per il suo primo film, Murderball, un documentario incentrato sulla squadra di rugby paralimpica statunitense. Vincitore del Premio del Pubblico al Sundance Film Festival del 2005 e del Gotham Independent Film Award come “Miglior Documentario”, è considerato il film sportivo con le migliori recensioni di tutti i tempi.
Il suo documentario più recente, Daughters of the Sexual Revolution, ha vinto il Louis Black “Lone Star Award” al SXSW Film Festival del 2018 ed è attualmente in fase di sviluppo come serie sceneggiata in collaborazione con Denver & Delilah di Charlize Theron e Warner Bros.
Il suo primo film di finzione, Monogamy, con Chris Messina e Rashida Jones, ha vinto il Premio Speciale della Giuria per il “Miglior Film Narrativo” al Tribeca Film Festival del 2010, è stato nominato agli Independent Spirit Awards 2011 nella categoria “Miglior Sceneggiatura d’Esordio” ed è stato distribuito nei cinema da Oscilloscope Laboratories.
Per due stagioni (2018-2019), Shapiro ha lavorato come produttore e sceneggiatore per Strange Angel, serie trasmessa da CBS basata sulla figura di Jack Parsons, occultista thelemico che praticava la magia sessuale mentre rivoluzionava l’industria dei razzi durante la Seconda Guerra Mondiale.
Il suo cortometraggio animato del 2007, My Biodegradable Heart, è stato selezionato ufficialmente al Sundance Film Festival del 2008 e in molti altri festival internazionali.

### Altre attività
Shapiro è stato vicecaporedattore della rivista spin, redattore fondatore e scrittore senior di Icon Magazine, e collabora con The New York Times Magazine e altre pubblicazioni.
Il suo romanzo d’esordio, The Every Boy (pubblicato da Houghton Mifflin), è stato scelto tra gli Editors’ Choice del New York Times ed è stato selezionato come Book Sense Notable Book nel 2005; Shapiro ne ha realizzato anche un adattamento per il cinema inserito nella Black List (la lista delle migliori sceneggiature non prodotte).
Il suo secondo libro, You Can Be Right (or You Can Be Married): Looking for Love in the Age of Divorce, è stato pubblicato il 4 settembre 2012. Si tratta di un saggio sul tema del divorzio, presentato anche nel programma The Today Show, e di cui la CBS ha acquistato i diritti per un possibile adattamento.
Nel 2007 è stato in una residenza artistica presso la Bucknell University di Lewisburg, in Pennsylvania.

## Vita privata
Shapiro attualmente vive a Venice, California.